# Leonor Chumbimune
Leonor Chumbimune Cajahuaringa (Huarochiri, 7 de enero de 1968) es una empresaria y política peruana. Fue alcaldesa del distrito de Santa Anita desde enero del 2008 hasta diciembre del 2018.

## Biografía
Nació en el distrito de Huarochiri. Estudió en la primaria I.E. 20553 - de Huarochirí y la Secundaria, en el Colegio República de Guatemala en Barrios Altos, Lima.
Tiene estudios superiores como Técnica en Farmacia Química Industrial por el Instituto Tecnológico Federico Villarreal de Lima. Actualmente se encuentra estudiando Derecho en la Universidad Alas Peruanas de Lima. Cabe resaltar que la Universidad Alas Peruanas de Lima no está licenciada por lo cual sus estudios quedan anulados según la SUNEDU (
Superintendencia Nacional de Educación Superior Universitaria)

## Labor profesional
A finales de los 80, laboró como docente en una colegio de formación pre-primaria. Luego, laboró en su profesión como técnica en farmacia y bioquímica. En el transcurso de los años 90 y primeros años del 2000, se dedicó al ámbito empresarial.

## Labor política

### Alcaldesa de Santa Anita
Como miembro del partido Siempre Unidos, en las elecciones municipales del 2006 postuló como regidora del Distrito de Santa Anita y resultó elegida a este cargo para el periodo 2007-2010. En el transcurso del 2008, asume como alcaldesa del distrito de Santa Anita tras la vacancia del cargo a Osiris Feliciano y por resolución del Jurado Nacional de Elecciones para completar el periodo municipal.
Durante esta gestión, construye el Teatro Auditorio de Santa Anita, la Clínica Municipal de Santa Anita y el Polideportivo de Ruiseñores.
En las elecciones municipales del 2010, es recién elegida como alcaldesa para el periodo 2011-2014. Sus obras más importantes en este periodo fueron La Casa del Adulto Mayor, La Casa de la Mujer, el Estadio de Manuel Correa. Fue reelegida en el cargo en las elecciones del 2014 como miembro de Solidaridad Nacional.
Intentó ser nuevamente elegida en las elecciones municipales del 2022 como miembro de Podemos Perú, sin embargo, no resultó elegida.